# SView
sView — це компактний відеоплеєр і програма для перегляду зображень, орієнтований на відтворення стереоскопічних мультимедіа матеріалів та з підтримкою низки стереоскопічних пристроїв (анагліфні окуляри, монітори з черезрядковою поляризацією, затворні окуляри, дзеркальні стереосистеми).
Для виведення sView використовує OpenGL 2.0+ (включаючи мінімалістський користувацький інтерфейс) і OpenAL, для декодування медіафайлів використовується FFmpeg. Код плеєра написаний на мові С++ і поширюється під ліцензією GPLv3.
sView написаний Кирилом Гавриловим.